# Juan Morales Rojas

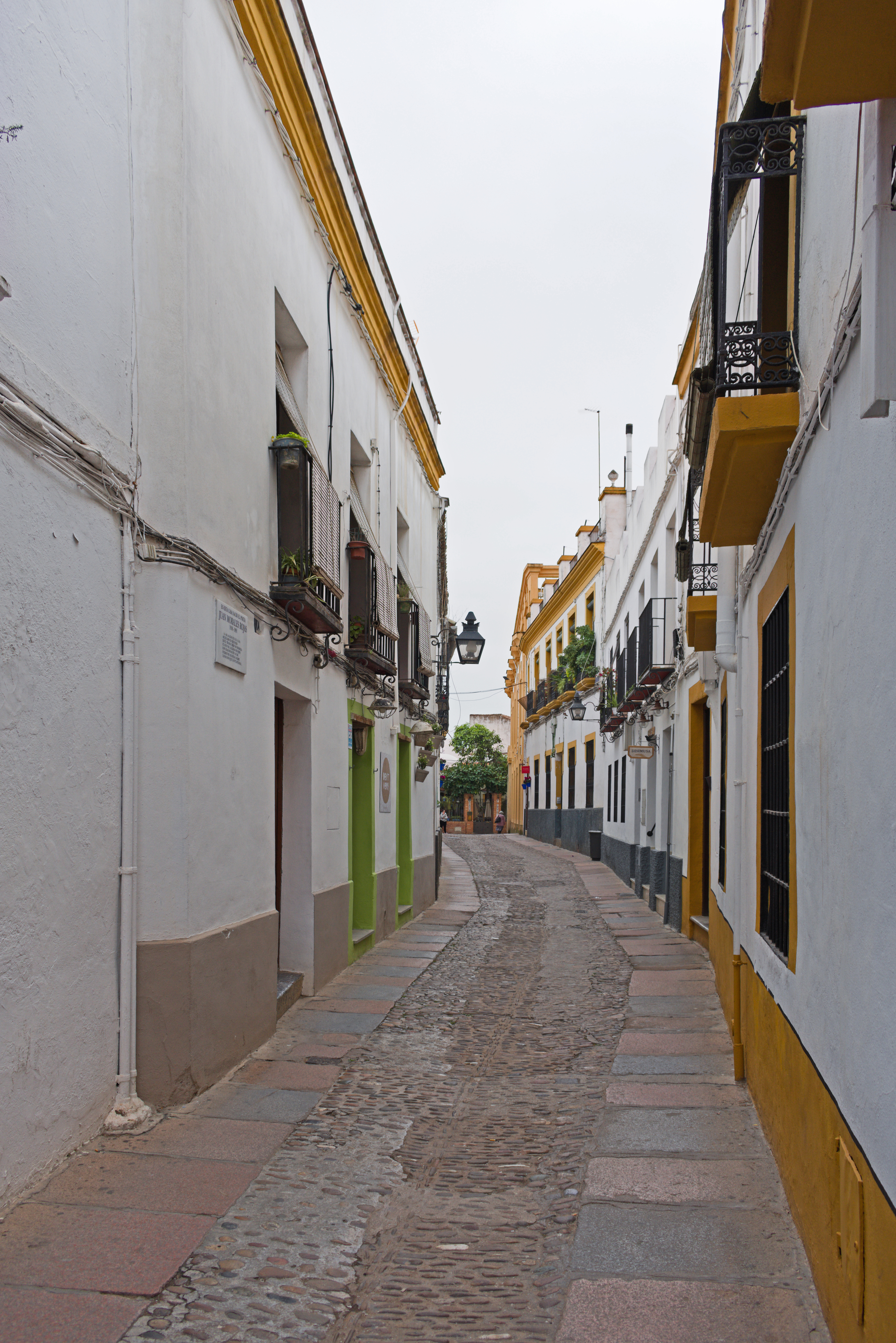
Casa Elisa (a la izquierda) donde nació Rojas.

Juan Morales Rojas (17 de junio de 1918, Córdoba-10 de abril de 1991) fue un poeta y maestro. Fue propietario del Colegio Nuestra Señora de la Fuensanta ubicado en el barrio de La Huerta de la Reina.
Primer pregonero de la Romería de Santo Domingo en 1950. Hermano Mayor de la Hermandad del Cristo de San Álvaro 1963-1965. Pregonero en 1971 de la Romería de la Virgen de Linares.
Poeta de la llamada Generación del 36, también fue escritor, escribiendo varios libros de poemas así como histórico-turísticos. Padre del también escritor y poeta Álvaro Morales Rodríguez y yerno del anticuario Juan Rodríguez Mora "Duque de la Mezquita".

## Obra publicada
- "Silencio de Pueblo y Pinos y otros poemas de vida y esperanza"
- "Rapsodia"
- "Romancero de Toro y Torero"
- "Campo de Vista Alegre"
- "Poemas de la Tierra y del Tiempo, y otros cantos de lírica esperanza"
- "Rutas líricas de Córdoba"